# Jane Alexander

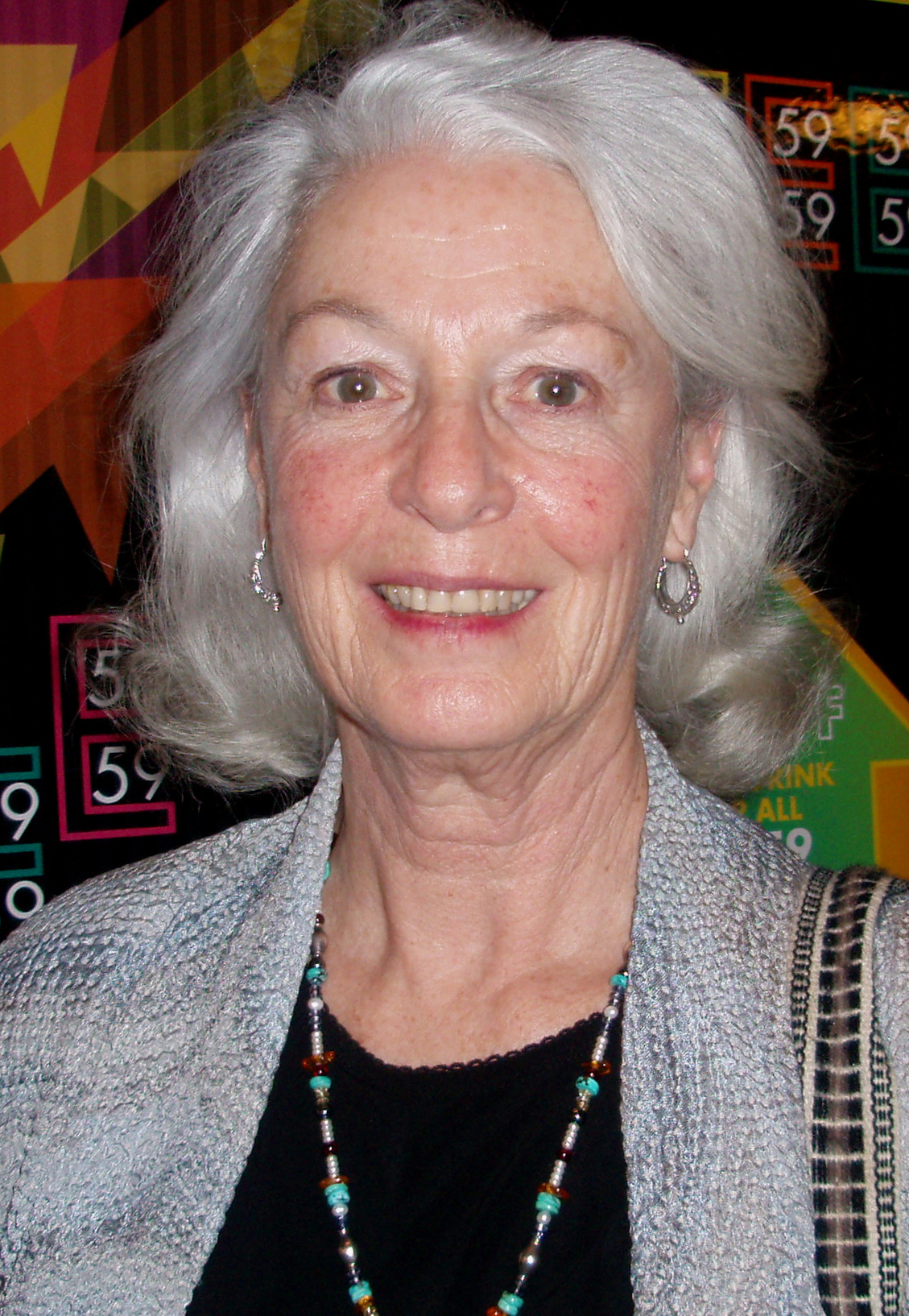
Jane Alexander (2008)

Jane Alexander, geborene Quigley (* 28. Oktober 1939 in Boston, Massachusetts), ist eine US-amerikanische Schauspielerin.

## Leben
Jane Alexander begann nach ihrer Schauspielausbildung 1966 mit ihrer Arbeit am Theater in Washington, D.C. 1969 gab sie im Boxerdrama Die große weiße Hoffnung ihr Broadwaydebüt, für das sie mit einem Tony Award ausgezeichnet wurde. Sie spielte die Rolle der Eleanor Backman auch ein Jahr später an der Seite von James Earl Jones in der Verfilmung von Martin Ritt, für die sie ihre erste Oscarnominierung erhielt. Im weiteren Verlauf ihrer Karriere wurde sie drei weitere Male für den Oscar nominiert und erhielt sechs weitere Tony-Award-Nominierungen.
Alexander ist gleichermaßen in Fernseh- wie Kinoproduktionen zu sehen und ihre Filmografie umfasst mehr als 60 Werke.
1993 wurde sie von US-Präsident Bill Clinton zur Direktorin des National Endowment for the Arts ernannt, was sie bis 1997 blieb.
1994 wurde Alexander in die American Theater Hall of Fame aufgenommen. 1999 erfolgte die Wahl in die American Academy of Arts and Sciences. Die Schauspielerin war zweimal verheiratet: Von 1962 bis zur Scheidung 1974 mit Robert Alexander, dann von 1975 bis zu dessen Tod im Jahr 2017 mit dem Theaterproduzenten Edwin Sherin. Aus erster Ehe hat sie den Sohn Jace Alexander, der ebenfalls Schauspieler wurde.

## Filmografie (Auswahl)

### Spielfilme
- 1970: Die große weiße Hoffnung (The Great White Hope) – Regie: Martin Ritt
- 1971: Rivalen des Todes (A gunfight) – Regie: Lamont Johnson
- 1976: Die Unbestechlichen (All the President’s Men) – Regie: Alan J. Pakula
- 1978: Der Clan (The Betsy) – Regie: Daniel Petrie
- 1978: Liebe vor Gericht (A Question of Love) – Regie: Jerry Thorpe
- 1979: Kramer gegen Kramer (Kramer vs. Kramer) – Regie: Robert Benton
- 1980: Brubaker – Regie: Stuart Rosenberg
- 1980: Das Mädchenorchester von Auschwitz (Playing for Time, Fernsehfilm) – Regie: Daniel Mann
- 1981: Mit dem Wind nach Westen (Night Crossing) – Regie: Delbert Mann
- 1982: Unter den Augen der Justiz (In the Custody of Strangers) – Regie: Robert Greenwald
- 1983: Das letzte Testament (Testament) – Regie: Lynne Littman
- 1984: Calamity Jane – Regie: James Goldstone
- 1984: City Heat – Der Bulle und der Schnüffler (City Heat) – Regie: Richard Benjamin
- 1985: Verrücktes Hollywood (Malice in Wonderland) – Regie: Gus Trikonis
- 1987: Square Dance – Regie: Daniel Petrie
- 1987: P.O.W. – Prisoner of War (In Love and War) – Regie: Paul Aaron
- 1992: Grenzenlose Leidenschaft (Stay The Night)
- 1999: Gottes Werk & Teufels Beitrag (The Cider House Rules) – Regie: Lasse Hallström
- 2002: Land des Sonnenscheins – Sunshine State (Sunshine State) – Regie: John Sayles
- 2002: Ring – Regie: Gore Verbinski
- 2006: Fell – Eine Liebesgeschichte (Fur – An Imaginary Portrait of Diane Arbus) – Regie: Steven Shainberg
- 2007: Zauber der Liebe (Feast of Love) – Regie: Robert Benton
- 2008: Gigantic – Regie: Matt Aselton
- 2009: The Unborn – Regie: David S. Goyer
- 2009: Terminator: Die Erlösung (Terminator Salvation) – Regie: McG
- 2011: Dream House – Regie: Jim Sheridan
- 2013: Mr. Morgans letzte Liebe (Mr. Morgan's Last Love) – Regie: Sandra Nettelbeck
- 2017: State of Mind – Der Kampf des Dr. Stone (Three Christs) – Regie: Jon Avnet
- 2020: The Man in the Woods – Regie: Noah Buschel

### Fernsehserien
- 2000: Law & Order: Special Victims Unit (Folge 1x15)
- 2000: Law & Order (Folge 10x14)
- 2007: Tell Me You Love Me (10 Folgen)
- 2011–2015: Good Wife (The Good Wife, 5 Folgen)
- 2013: Forgive Me (5 Folgen)
- 2013–2014: The Blacklist (4 Folgen)
- 2014, 2016: Elementary (2 Folgen)
- 2015: Forever (Folge 1x17)
- 2019: Modern Love (Folge 1x08)
- 2020: Tales from the Loop (3 Folgen)
- 2025: Severance (Folge 2x08)